# Sybil Morrison

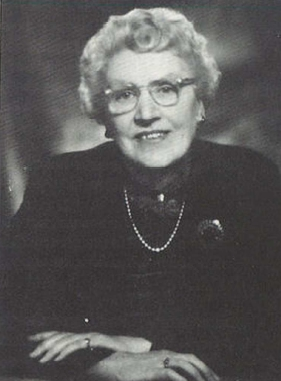
Sybil Morrison, o. D.

Sybil Morrison (* 2. Januar 1893 in Forest Hill, Lewisham, London; † 26. April 1984) war eine englisch-britische Pazifistin, Suffragette und Aktivistin für verschiedene andere radikale Anliegen.

## Leben
Morrison wurde in London geboren. Über ihre Familie und Jugend ist nur bekannt, was Morrison in einem Oral-History-Interview 1975 erzählte. Ihre Mutter, geborene Fawcett, war zweimal verheiratet. Ihr Vater namens Morrison starb, als sie drei drei Monate alt war, so dass sie nur wusste, was ihre Tanten ihr von ihm erzählten. Die zweite Ehe der Mutter mit einem Mr. Parker, der Alkoholprobleme hatte, führte zu einem Umzug von London nach Glasgow im Alter von acht Jahren. Dort besuchte sie die Oberschule und hatte Pläne das Somerville College in Oxford zu besuchen. Die Familie hatte eine künstlerische Ader, ihre Nichte war die Künstlerin Joan Eardley.
Morrison wurde eine enthusiastische Suffragette der Women’s Social and Political Union (WSPU), aber Emmeline Pankhurst überzeugte sie davon, dass sie zu jung sei, um für militante Aktionen ins Gefängnis zu gehen. Während des Ersten Weltkriegs begann sie 1916, Krankenwagen in London zu fahren. Sie führte ihre Entscheidung, Pazifistin zu werden, auf den Anblick eines Zeppelins zurück, der 1917 über Potters Bar abgeschossen wurde: „In den Straßen Londons klatschten und jubelten und tanzten ganz normale, anständige Menschen wie bei einem Theaterstück oder einem Zirkus. […] Plötzlich erkannte ich, dass der Krieg den Menschen noch einen weiteren Schlag versetzte; er beraubte sie ihrer Menschlichkeit. Damals wurde ich Pazifist, und seitdem hat sich nichts an meiner Überzeugung geändert, dass der Krieg ein Verbrechen gegen Gott und die Menschheit ist.“
Morrison wurde 1936 eine der ersten weiblichen Mitglieder der Peace Pledge Union (PPU), einer britischen pazifistischen Organisation, und der britischen Sektion der War Resisters’ International (WRI). Sie fungierte als Kampagnenorganisatorin und Vorsitzende und schrieb die erste Geschichte der PPU. 1940 verbrachte sie einen Monat im Holloway Prison, weil sie im Londoner Speakers’ Corner gegen den Krieg gesprochen hatte. Morrison war ein aktives Mitglied der Women’s International League for Peace and Freedom (WILPF) und war eine Zeit lang Vorsitzende des britischen Zweigs.
Sybil Morrison war die Sekretärin der kurzlebigen Women’s Peace Campaign, die Ende 1939 von der PPU ins Leben gerufen wurde. Man hatte gehofft, die Unterschriften von einer Million Frauen gegen den Zweiten Weltkrieg zu erhalten, aber, wie Morrison zugab, die „Invasion in Skandinavien hat es natürlich viel schwieriger gemacht, die Menschen dazu zu bringen, einen Verhandlungsaufruf zu unterschreiben, weil sich die Meinung gegen Pazifisten verhärtet“. Die Kampagne war nach der Kapitulation der Franzosen im Juni 1940 zum Scheitern verurteilt, aber der Zusammenbruch könnte auch etwas mit dem Widerstand von John Middleton Murry, dem Herausgeber der Peace News, zu tun haben. Murry war radikaler Antifeminist und unterstützte die Kampagne in keiner Weise.
Morrison war der organisierende Sekretärin und Vorsitzende der Six-Point-Group (ca. 1948–1950), die von Margaret Mackworth 1921 gegründet wurde und die die sechs Punkte verbesserte Gesetze gegen Kindesmissbrauch, für verwitwete Mütter, für unverheiratete Mütter und ihre Kinder, für gleiche Rechte der Vormundschaft für verheiratete Eltern, für gleichen Lohn für Lehrerinnen und für gleiche Chancen für Männer und Frauen im öffentlichen Dienst verfolgte.
Morrison war auch Vorsitzende des britischen Zweigs der Women’s International League for Peace and Freedom. Ebenso war sie in der Howard League for Penal Reform und dem National Peace Council aktiv. Sie war Vizepräsidentin der Fellowship Party, einer kleinen britischen politischen Partei, die viele Friedensaktivisten anzog.
Sie war eng befreundet mit den führenden Friedensaktivisten Donald Soper und Fenner Brockway sowie mit der pazifistischen Schauspielerin Sybil Thorndike. Die beiden nannten sich gegenseitig jeweils „die andere Sybil“. Sie war lesbisch und wurde einmal als „die berühmteste Lesbe Londons“ bezeichnet. In den letzten Jahren ihres Lebens lebte sie in einem gemeinsamen Haus mit Myrtle Solomon, der Generalsekretärin der Peace Pledge Union und späteren Vorsitzenden der War Resisters’ International. In den 1930er Jahren hatte sie bereits ein Verhältnis mit einer anderen Suffragette, Dorothy Evans, was damals als schockierend galt.
Zu den weiteren Personen, mit denen Morrison zusammenarbeitete, gehörten Vera Brittain, Alex Comfort, Laurence Housman, Hugh Brock und Kathleen Lonsdale sowie viele andere führende Persönlichkeiten der radikalen Politik während des größten Teils des 20. Jahrhunderts. Selbst gegen Ende ihres Lebens engagierte sie sich aktiv in der Politik und stand an der Spitze einer Demonstration gegen den Falklandkrieg.
Der Historiker Brian Harrison führte im März 1975 ein Oral-History-Interview sowohl mit Dorothy Evans Tochter, bei dem Morrison dabei war, wie auch mit Morrison im Rahmen des Suffrage-Interviews-Projekts Oral evidence on the suffragette and suffragist movements: the Brian Harrison interviews. Darin erinnerte sich Morrison an ihre Kindheit und ihre familiären Beziehungen sowie an ihr Engagement in der WSPU und ihre Erfahrungen im Gefängnis. Sie sprach auch über viele andere an der Wahlrechtskampagne Beteiligte, darunter Emmeline Pankhurst, Dorothy Evans, Grace Roe, Teresa Billington-Greig und Monica Whately.

## Werke
- I Renounce War: The Story of the Peace Pledge Union. Sheppard Press, London 1962 (Enthält Bericht über Morrisons Akrivitäten in der PPU).
- Some Practical Hints on Chairmanship and Conference Procedure. Peace Pledge Union, London 1963.
- The Life and work of Stuart Morris. Peace Pledge Union, London 1969 (Kurzbiografie des PPU-Generalsekretärs von 1937–1964).
- Plain Words on war. Peace News, London 1952 (Sammlung von Artikeln aus den Peace News).
- More plain words on war. Peace News, London (Sammlung von Artikeln aus den Peace News).